# Associação Mundial de Jornais
A Associação Mundial de Jornais (World Association of Newspapers) é uma associação não governamental e sem fins lucrativos feita a partir das associações de jornais de 76 nações, doze agências de notícias, dez mídias impressas e jornais individuais em 100 países. Fundada em 1948, a Associação Mundial de Jornais representa hoje mais de 18 mil publicações nos cinco continentes.
A Associação Mundial de Jornais é membro permanente do Intercâmbio Internacional de Liberdade de Expressão, que é uma rede global de organizações não governamentais que monitora as violações à liberdade de expressão através do mundo e defendem jornalistas, escritores e cidadãos que tenham sido perseguidos por exercer seu direito a livre a expressão.
O prestigiado Prêmio caneta de ouro da liberdade é administrado pela Associação Mundial de Jornais, que agracia um jornalista ou uma organização em qualquer parte do mundo que tenha feito uma grande contribuição na defesa e promoção da liberdade de imprensa.

## Objetivos principais
- Defender e promover a liberdade de imprensa e a independência econômica de jornais como uma condição essencial para esta liberdade.
- Apoiar o desenvolvimento da publicação de jornais ao redor do mundo pela promoção da comunicação e contatos entre executivos jornalísticos de diferentes regiões e culturas.
- Promover a cooperação entre suas organizações membros, que sejam nacionais, regionais ou mundiais.

### Pela busca destes objetivos, a Associação Mundial de Jornais procura
- Representar a indústria jornalística em todas as discussões internacionais, para defender tanto a liberdade de imprensa e do jornalista, como os interesses financeiros da imprensa.
- Promover uma troca mundial de informações e idéias para produção de jornais melhores e mais confiáveis.
- Se opor a restrições de todas as formas do livro trânsito de informações, da livre circulação de jornais e propaganda.
- Promover campanhas vigorosas contra as violações e os obstáculos à liberdade de imprensa.
- Auxiliar jornais nos países em desenvolvimento, através do treinamento e outros projetos de cooperação.